# Луцій Юлій Юл (військовий трибун з консульською владою 403 року до н. е.)
Луцій Юлій Юл лат. (Lucius Iulius Iullus; близько 440 до н. е. — після 403 до н. е.) — політичний та військовий діяч Римської республіки, військовий трибун з консульською владою (консулярний трибун) 403 року до н. е.

## Життєпис
Походив з патрциіанського роду Юліїв Юлів. Син Секста Юлія Юла, військового трибуна з консульською владою 424 року до н. е.
Про життя та діяльність відомого замало. У 403 році до н. е. його обрано військовим трибуном з консульською владою разом з Манієм Емілієм Мамерціном, Марком Квінтілієм Варом, Луцієм Валерієм Потітом, Аппієм Клавдієм Крассом Інрегілленом, Марком Фурієм Фусом). Під час своєї каденції займався облогою міста Вейї. Водночас забезпечили не втручання у цю війну інших етруських міст. Протягом року тривали численні сутички, навіть взимку. Втім вони не принесли позитивного результату римлянам. Це спричинило конфлікт з народними трибунами. Подальша доля невідома.

## Родина
- Луцій Юлій Юл, військовий трибун з консульською владою 388 та 379 років до н. е.